# 波斯王子：时之刃
是2010年5月上映的一部美国動作奇幻电影，改编自育碧公司出品的同名电子游戏。由傑克·葛倫霍饰演达斯坦王子，杰玛·阿特登饰演塔米娜公主，班·金斯利飾演尼薩姆。该片是中国2010年引进的首部全球同步上映的外国影片。本片的評價褒貶不一，製作預算為1.5億至2億美元，票房收入超過3.36億美元。

## 剧情
在古代波斯，孤儿达斯坦因在市集上的勇敢表现而被波斯国王收养，成为达斯坦王子。十五年后，达斯坦随两位哥哥和叔父尼扎姆征讨向波斯帝国敌人出售武器的圣城阿拉穆，战斗中，达斯坦无意中得到了具有时光倒流功能的时之刃。在庆祝攻城战斗胜利的宴会上，达斯坦将一件其哥哥图斯王子给他的长袍作为战利品送予国王，作为回赠国王将阿拉穆的塔米娜公主许配与他。谁知那件长袍被下了毒，国王披上没多久就被毒死。达斯坦成了杀害国王的凶手。为了躲避追杀，达斯坦与塔米娜逃离了阿拉穆。刚开始达斯坦认为是给自己长袍的哥哥图斯，为了早日登上皇位，而设计杀害父王并嫁祸于自己。于是为了洗清自己的嫌疑，达斯坦决定在国王的葬礼上向叔父尼扎姆寻求帮助。结果却发现原来尼扎姆是整个事件的幕后真凶，达斯坦也从塔米娜口中了解了时之刃的神秘力量。为了不让尼扎姆的阴谋得逞，也为了保护时之刃，达斯坦与塔米娜联手展开了一场拯救帝国、拯救世界的一系列冒险行动！

## 演員
- 傑克·葛倫霍 飾 達斯坦（Dastan）
- 潔瑪·艾特頓 飾 妲米娜（Tamina），阿拉穆聖城的公主。
- 班·金斯利 飾 尼薩姆（Nizam），達斯坦的叔父。
- 艾爾菲·摩里納 飾 奴隸谷商人（Sheik Amar）
- 理察·古耶爾（英语：Richard Coyle） 飾 托斯（Tus），沙拉曼長子，達斯坦的大哥。
- 托比·凱貝爾 飾 葛席夫（Garsiv），達斯坦的二哥。
- 朗諾·匹克（英语：Ronald Pickup） 飾 King Sharaman
- 瑞斯·里奇（英语：Reece Ritchie） 飾 Bis
- 史特夫·圖森（英语：Steve Toussaint） 飾 Seso
- 達爾文·蕭（英语：Darwin Shaw） 飾 Asoka
- 吉斯利·奧恩·嘉德森（英语：Gísli Örn Garðarsson） 飾 哈辛魔（Hassansin）

## 製作
2004年三月，製片公司傑瑞·布洛克海默取得2003年電玩《波斯王子：時之砂》未來電影拍攝版權，電影由華特迪士尼負責發行。約翰·奧古斯特擔任執行製片，找來《波斯王子》系列的原創人喬丹·邁赫納編寫劇本。製片傑瑞·布洛克海默的《神鬼奇航》系列電影三部曲之例，成功地將加勒比海盜主題樂園的設施轉變為年度暢銷熱門電影。麥肯納提及「並不只是直接地純粹將遊戲改編成電影，我們談論的是一些來自遊戲的酷炫元素，運用之來構造一個全新故事。」